# Schefflera vantsilana
Schefflera vantsilana là một loài thực vật có hoa trong Họ Cuồng cuồng. Loài này được (Baker) Bernardi miêu tả khoa học đầu tiên năm 1969.